# Mantren (Punung)
Mantren is een bestuurslaag in het regentschap Pacitan van de provincie Oost-Java, Indonesië. Mantren telt 2469 inwoners (volkstelling 2010).